# N-Methyl-N-nitroso-1-octanamin
N-Methyl-N-nitroso-1-octanamin ist eine chemische Verbindung aus der Gruppe der Nitrosamine.

## Vorkommen
N-Methyl-N-nitroso-1-octanamin wurde in Körperpflegeprodukten wie Shampoos und Conditionern sowie in Haushaltsreinigungsmitteln wie Geschirrspülmitteln und Oberflächenreinigern nachgewiesen. Die Verbindung wird diesen Produkten nicht absichtlich zugesetzt, sondern kann sich als Ergebnis der Reaktion von Nitriten mit Aminverbindungen bilden.

## Gewinnung und Darstellung
N-Methyl-N-nitroso-1-octanamin kann durch Reaktion von N-Methyl-1-octanamin mit salpetriger Säure unter sauren Bedingungen gewonnen werden.

## Sicherheitshinweise
N-Methyl-N-nitroso-1-octanamin wird als krebserregend eingestuft und führt bei Ratten zur Ausbildung von Lebertumoren (hepatozelluläre Karzinome und einige Angiosarkome), Lungentumoren und Tumoren der Nasenhöhle.

## Regulierung
Über den Safe Drinking Water and Toxic Enforcement Act of 1986 besteht in Kalifornien seit dem 26. Dezember 2014 eine Kennzeichnungspflicht für Produkte, die N-Methyl-N-nitroso-1-octanamin enthalten.

## Externe Links zu erwähnten Verbindungen
1. ↑  Externe Identifikatoren von bzw. Datenbank-Links zu N-Methyl-1-octanamin:  CAS-Nr.: 2439-54-5, EG-Nr.: 219-462-1, ECHA-InfoCard: 100.017.693, PubChem: 75538, ChemSpider: 68063, Wikidata: Q27260263.